# Mythe kabyle
Le mythe kabyle est une construction idéologique élaborée par l'administration coloniale française durant la colonisation de l'Algérie, principalement entre 1830 et 1962. Ce discours visait à opposer Kabyles et Arabes en présentant les premiers comme plus assimilables à la culture française.  

## Origines du concept
Dès les premières années de la conquête, les autorités militaires et savantes françaises développèrent une vision différentielle des populations algériennes. Les Kabyles furent présentés comme des sédentaires, agriculteurs, plus « proches » des Européens, alors que les Arabes étaient décrits comme des nomades, jugés fanatiques et rétifs au progrès.
Le général Bedeau déclarait en 1841 :  
« La fixité kabaïle et l'amour de cette race pour le travail devront être les plus forts pivots de notre politique pour nous établir en Afrique ».  
Cette vision s'appuyait notamment sur :  
- une supposée proximité raciale avec les Européens ;
- une organisation villageoise (tajmaat) décrite comme démocratique ;
- un islam perçu comme superficiel et peu ancré[4].

## Mise en œuvre politique
La politique dite « berbère » se traduisit par plusieurs initiatives :  
- une scolarisation intensive en Kabylie dès les années 1880 ;
- le recrutement privilégié de tirailleurs kabyles parmi les zouaves coloniaux ;
- des tentatives de christianisation menées par les Pères blancs[5].

Le colonel Daumas justifiait cette approche en affirmant :  
« Les Kabyles sont portés vers nous par leurs caractères et leurs mœurs... dans cent ans ils seront Français ».  
Des officiers comme Ernest Carette ou Henri Aucapitaine contribuèrent également à populariser ce discours, qui fut relayé dans les milieux politiques et scientifiques coloniaux.  

## Échec et postérité
Malgré ces efforts, le projet assimilationniste échoua. La Kabylie devint un foyer majeur du nationalisme algérien puis du mouvement berbériste. Comme le note Yassine Temlali :  
« L'école française produisit des cadres qui devinrent les fers de lance de la contestation anticoloniale ».  
Dès 1963, le quotidien Le Monde soulignait l’impasse du manichéisme colonial opposant "le bon Kabyle" au "méchant Arabe". Robert Gauthier écrivait :  
« Face au "méchant" Arabe, réprouvé et décidément inassimilable, ils bâtissaient le "bon" Berbère ou le "bon" Kabyle [...]. Quelles que fussent les différences, la communauté de destin l’emportait : Arabes et Berbères se retrouvaient finalement unis contre un ennemi commun ».  
Au début des années 2000, Gilbert Grandguillaume a proposé une relecture critique du débat autour du mythe kabyle. Dans un article de la revue Esprit, il interroge la tension entre la construction coloniale et la persistance d’une « exception kabyle » :  
« Le mythe kabyle fut d’abord une création coloniale [...], mais il a aussi trouvé un écho dans des dynamiques internes, donnant naissance à l’idée d’une singularité kabyle qui dépasse le cadre strictement colonial ».  
L'échec du mythe kabyle s’explique par plusieurs facteurs :  
- la persistance des structures sociales traditionnelles ;
- le renforcement du sentiment identitaire kabyle ;
- la solidarité croissante avec le reste de l’Algérie dans la lutte pour l’indépendance[4].

Aujourd’hui, le « mythe kabyle » demeure une référence incontournable dans l’étude des politiques coloniales en Afrique du Nord et continue de nourrir les débats sur les rapports entre colonisation, ethnographie et idéologies raciales.  